# Gustaf Fredrik Olof Burenstam
Gustaf Fredrik Olof Burenstam, född 25 april 1812 i Lerbäcks församling, Örebro län, död 7 april 1901 i Riga, var en svensk militär.

## Biografi
Gustaf Fredrik Olof Burenstam föddes 1812 på Skyllbergs bruk i Lerbäcks församling. Han var son till överstelöjtnanten Johan Daniel Burenstam och Mariana Beata von Rosen. Burenstam var student vid Uppsala universitet och avlade 1829 kansliexamen. Han blev 20 augusti 1830 kornett vid livgardet till häst.
Burenstam blev 25 maj 1842 ryttmästare vid Pskovska kyrassiärregementet i Ryssland. Han flyttade över 1 september 1843 till Petersburgska ulanregemente. Burenstam avled 1901 i Riga.

### Familj
Burenstam gifte sig 1847 med Teresia Kreitel (1823–1888). De fick tillsammans barnen Augusta Burenstam (född 1850) som var gift med översten Alexanders Glasco i ryska armén, översten Fritz Burenstam (född 1851), Alexandra Burenstam (född 1854) som var gift med översten Johan Radzievsky vid ryska armén och Maria Burenstam (född 1856) som var gift med kaptenen Johan Dikovsky i ryska armén.
År 1859 blev han riddare av Svärdsorden.